# Haplosomoides serena
Haplosomoides serena es una especie de insecto coleóptero de la familia Chrysomelidae.
Fue descrita científicamente en 1859 por Boheman.